# Ahmed Jaabari
Ahmed Said Khalil al-Jaabari (arabisk: احمد الجعبري, tr. Aḥmad al-Ǧaʿbarī; f. 1960, d. 14. november 2012, efternavnet er også skrevet som Jabari, Ja'bari eller Ja'abari) var chef for Izz ad-Din al-Qassam Brigaderne, Hamas' militære gren. Al-Jaabari var oprindelig medlem af det sekulære parti Fatah med valgte efter 13 år i israelsk fængsel i stedet at støtte Fatahs islamistiske rival, Hamas.
Al-Jaabari blev født i Shuja'iyya-distriktet i Gaza by og studerede historie på Det Islamiske Universitet i Gaza. Han blev her aktiv i politik og meldte sig ind i Fatah. Al-Jaabari blev i 1982 anholdt og sad i fængsel de følgende 13 år. Da han blev løsladt meldte han sig ud af Fatah og blev i stedet aktiv i Hamas som en del af bevægelsens militære gren. Han menes at have været involveret i et bombeangreb mod en skolebus i Kfar Darom. I 1998 blev han fængslet af PA, men løsladt året efter. Al-Jaabari blev i 2002 operationel leder af Hamas' militære gren, hvorved han samtidig blev en af de vigtigste figurer i Hamas' politiske lederskab. Fra denne position grundlagde han Nur Association, der har til formål at hjælpe "martyrer og fængslede". Al-Jaabari og hans søn blev 14. november 2012 slået ihjel i et luftangreb koordineret mellem det israelske militær og sikkerhedstjenesten Shin Bet, som en del af Operation Pillar of Cloud.